# 파이프라인 (2021년 영화)
《파이프라인》은 2021년 5월에 개봉한 대한민국의 영화이다.

## 캐스팅
- 서인국: 핀돌이 강세돌 역 - 본작의 주인공.
- 이수혁: 황건우 역 - 본작의 작중 인간쓰레기이자 메인 빌런 및 진 최종 보스.
- 음문석: 접새 역 - 본작의 서브 주인공.
- 유승목: 나춘식 과장 역
- 태항호: 큰삽 박갑성 역
- 배다빈: 카운터 송은주 역
- 배유람: 만식 역
- 서동원
- 지대한 : 빨대 역
- 정재광
- 김승현 : 패트롤 팀장 역